# Julie Miller
Julie Miller, född 21 november 1972 i Iowa City, Iowa, USA, är en amerikansk travtränare och travkusk. 

## Biografi
Miller har levt med hästar sedan barnsben, då hon växte upp på en gård i Iowa där familjen tränade travare och passgångare, och tävlade på småbanor i närheten. Miller tog sin första kuskseger 21 år gammal på Quad City Downs 1993, och träffade sin blivande make Andy Miller i samband med tävlingar i mitten av 90-talet. Hon har en kandidatexamen i naturvetenskap från South Illinois University, och valdes in i styrelsen för Harness Horse Youth Foundation 2008.
Miller tränade hästen Milligan's School under dennes tid i Nordamerika 2015–2016. Han deltog då bland annat i världens största unghästlopp Hambletonian Stakes, där han kom sexa i finalen.

### Sverigebesök
Miller tränade även stjärnhästen Lucky Jim som anses vara en av de främsta i Nordamerika under 2000-talet. 2009 segrade han i 17 av 18 lopp, och fick då mottaga Dan Patch Award for Older Male Trotter. Lucky Jim var aktuell för 2009 års upplaga av Elitloppet på Solvalla, men tackade då nej. Lucky Jim var även ett önskenamn för 2010 års upplaga, då Miller aviserat att de gärna kommer till Sverige. Han tillhörde en av förhandsfavoriterna till att segra i loppet. I loppet kördes han av Millers make Andy, och startade som favoritspelade från spår 7. Ekipaget kom på sjunde plats i sitt kvalheat och kvalificerade sig därmed inte till finalheatet samma dag.

### Dopningsanklagelser
I februari 2016 anklagades Miller och travtränaren Ron Burke för dopning, då ämnet glaucine hittats i deras hästar efter tävlingar i New York. Både Burke och Miller förnekade anklagelserna. Mindre än två år tidigare hade Miller sagt i en intervju att det var synd att dopning var en av de saker som talades mest om inom travsporten. Miller slapp senare avstängning, då utredningen visat att en häst kan få i sig glaucine på naturlig väg, då ämnet finns i tulpanträd och kan hittas i trädspån som finns i häststall. Då hästar från Millers stall hade glaucinenivåer mellan 500 pg/ml och 1ng/ml, diskvalificerades dessa från respektive lopp på banan där de testats positivt, och Miller fick betala tillbaka prispengar.

## Familj
Miller bor i Millstone Township, New Jersey, tillsammans med sin make Andy som är professionell travkusk och ofta kör stallets hästar. Tillsammans har de även två barn. Julie Miller är svägerska till travtränaren Erv Miller.

## Segrar i större lopp
| År   | Lopp                         | Häst             | Kusk        |
| ---- | ---------------------------- | ---------------- | ----------- |
| 2009 | New York Sire Stakes, 3YOC&G | And Away We Go   | Andy Miller |
| 2009 | Arthur J. Cutler Memorial    | Lucky Jim        | Andy Miller |
| 2009 | Nat Ray Trot                 | Lucky Jim        | Andy Miller |
| 2009 | Breeders Crown Open Trot     | Lucky Jim        | Andy Miller |
| 2013 | Arthur J. Cutler Memorial    | Sevruga          | Andy Miller |
| 2013 | John Cashman Memorial        | Sevruga          | Andy Miller |
| 2016 | New York Sire Stakes, 2YOC&G | Devious Man      | Andy Miller |
| 2017 | Earl Beal Jr. Memorial       | Devious Man      | Andy Miller |
| 2017 | Yonkers Trot                 | Top Flight Angel | Brian Sears |